# ClearBlack
ClearBlack (досл.: «Чистый Чёрный») — технология, разработанная компанией Nokia, позволяющая при ярком солнечном свете и под разными углами обзора видеть чёткий чёрный цвет на дисплее смартфона (или другого устройства).
В основе технологии лежит несколько дополнительных плёночных фильтров, в частности, четвертьволновая пластина.

## О технологии

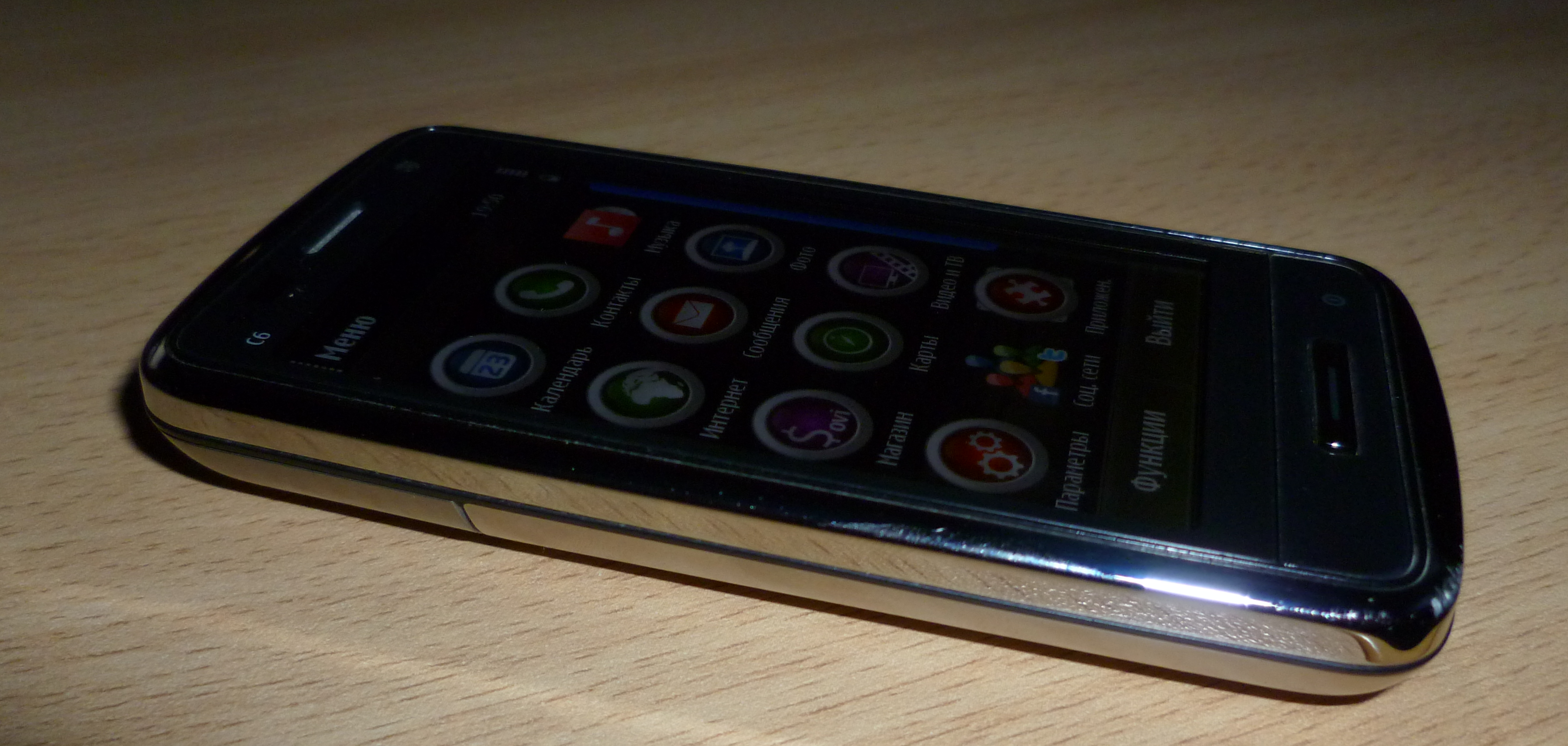
Не видно бликов при съёмке со вспышкой, чёрный цвет виден ярко даже под большим углом

Впервые технология ClearBlack была представлена на конференции Nokia World в 2010 году. По заявлению Nokia, ClearBlack-дисплей не является совершенно новым типом дисплея, как AMOLED. Это просто способ уменьшить блики на экране и улучшить визуальное качество изображения, особенно под открытым небом. Технология улучшает изображение и помогает использовать такие приложения, как Ovi Maps, а также функцию фото- и видео-съёмки.
В Nokia сравнивают ClearBlack с поляризационными солнцезащитными очками, через которые можно увидеть что-то под водой, избегая бликов и прочего. Таким же образом можно без помех использовать дисплей мобильного устройства даже при ярком солнце. Однако в отличие от таких очков, которые делают цвета более тусклыми, изображение на экране выглядит ярко.
Кроме исчезновения бликов было заявлено о том, что экран можно использовать теперь даже при большом угле обзора.

## Продукты, использующие ClearBlack
- Nokia 603
- Nokia 700
- Nokia C6-01[3][4]
- Nokia E7-00[4][5]
- Nokia X2 (2014)[6]
- Nokia 701[4][7]
- Nokia 808 PureView[8]
- Nokia Lumia 620[9]
- Nokia Lumia 630
- Microsoft Lumia 640 и 640 XL[10]
- Microsoft Lumia 650
- Nokia Lumia 710[11]
- Nokia Lumia 720[12]
- Nokia Lumia 730 DS
- Nokia Lumia 735
- Nokia Lumia 800[13]
- Nokia Lumia 820
- Nokia Lumia 830[14]
- Nokia Lumia 900[15]
- Nokia Lumia 920[16]
- Nokia Lumia 925[17] / Nokia Lumia 928[18]
- Nokia Lumia 930[19] / Nokia Lumia Icon[20]
- Nokia Lumia 1020[21]
- Nokia Lumia 1320[22]
- Nokia Lumia 1520[23]
- Microsoft Lumia 540[24]